# Útesy Marie Terezie
Útesy Marie Terezie je přízračný ostrov v Tichém oceánu, asi 1000 km jižně od Tuamotu.
Americký velrybář Asaph Taber oznámil, že 16. listopadu 1843 objevil skupinu nízkých ostrůvků na 37. stupni jižní šířky a 151. stupni západní délky. Pojmenoval je podle své lodi Maria-Theresa. Francouzi, kteří si na ostrovy dělali nárok, jim říkali také Taborovy ostrovy podle zkomoleného jména objevitele. Jules Verne na ostrov Tabor umístil část děje svých knih Děti kapitána Granta a Tajuplný ostrov. Nikdo další ale ostrovy nenavštívil, v roce 1957 byla proto na místo vyslána novozélandská expedice, která naměřila v místech údajné pevniny hloubku přes 5000 metrů. V roce 1966 novozélandský radioamatér Don Miller mystifikoval celý svět údajným vysíláním z útesů. Další pátrání v osmdesátých letech existenci souostroví definitivně vyloučila, stejně jako sousedních útesů Ernest Legouvé, Jupiter a Wachusett – přesto se dosud objevují na některých mapách.